# Самыгин, Михаил Михайлович (судья)
Михаил Михайлович Самыгин (28 апреля 1922, Нижний Шкафт, Пензенская губерния — 9 января 1995, Курган) — председатель Курганского областного суда (1953—1960), участник Великой Отечественной войны, старший сержант.

## Биография
Михаил Михайлович Самыгин родился 28 апреля 1922 года в селе Нижний Шкафт Нижне-Шкафтинской волости Городищенского уезда Пензенской губернии, ныне село — административный центр Нижнешкафтинского сельсовета Никольского района Пензенской области.
В Рабоче-крестьянскую Красную Армию призван Далматовским РВК Челябинской области в 1939 году.
Участник Великой Отечественной войны.
Служил наводчиком, затем командиром орудия 488-го пушечного артиллерийского полка 334-й стрелковой дивизии 4-й Ударной армии, старший сержант.
На фронте вступил в ВКП(б), в 1952 году партия переименована в КПСС.
С сентября 1947 года — народный судья 1-го участка Каргапольского района Курганской области.
С 9 августа 1951 года — член Курганского областного суда.
С 13 сентября 1951 года — заместитель председателя Курганского областного суда по уголовным делам.
С 14 марта 1953 года — председатель Курганского областного суда.
В 1960 году освобождён от обязанностей председателя Курганского областного суда в связи с переходом на другую работу.
Михаил Михайлович Самыгин умер 9 января 1995 года в городе Кургане. Похоронен на Зайковском кладбище города Кургана Курганской области.

## Награды
- Орден Красной Звезды, 31 января 1943 года[4]
- Медаль «За отвагу», 21 января 1943 года[5]
- Медаль «За оборону Москвы», 27 июля 1945 года[6]
- Медаль «За победу над Германией в Великой Отечественной войне 1941—1945 гг.»

## Семья
Жена — Самыгина Евгения Фёдоровна (4 января 1922 — 20 сентября 2010)